# Etienne Barbara
Etienne Barbara (Pietà, Malta; 10 de junio de 1982) es un ex futbolista maltés. Jugaba como centrocampista  y su último club fue el Albion S.C. de la National Premier Soccer League de los Estados Unidos.

## Trayectoria

### Malta
Barbara comenzó su carrera como jugador en la cantera del Qormi. 
En julio de 1999 pasó a la Premier League de Malta con la Floriana F.C. Al principio de su carrera jugó en posiciones defensivas y en 74 partidos con el club logró ocho goles. 
El 25 de enero de 2003, tras cuatro años en el Floriana F.C., y se unió al club recién ascendido Marsaxlokk F.C.. Anotó 21 goles en 43 partidos. 
Después de dos años de éxito, y una serie de impresionantes actuaciones con Marsaxlokk F.C., en enero de 2005 Barbara ganó la oportunidad de unirse al Birkirkara FC. En dos temporadas, Barbara logró 31 goles en 59 apariciones con el Birkirkara FC, 
Barbara fue transferido al Sliema Wanderers F.C. en julio de 2007, y firmó un contrato de dos años. Se quedó con el club más exitoso de Malta por una temporada, en un total de 23 partidos en los que marcó ocho goles.

### Alemania
Barbara encontró su anhelado traslado a Europa con el S.C. Verl, donde firmó un contrato de dos años. Hizo su debut con el Verl, el 16 de agosto de 2008 en un partido de liga contra el Bayer Leverkusen II.
Barbara jugó 1.117 minutos para el S.C. Verl (sin contar los partidos de copa y amistosos), sin anotar un solo gol, y durante la pretemporada 2009/2010, Etienne fue despedido con efecto inmediato por ausencia injustificada.

### Regreso a Malta
El 20 de agosto de 2009 se anunció que Bárbara se había unido a los campeones de la Premier League de Malta el Hibernians F.C.. Barbara tuvo un debut sobresaliente, marcando tres goles y siendo elegido como Jugador del Partido contra su antiguo club el Marsaxlokk F.C..

### Estados Unidos
Bárbara se unió al Carolina RailHawks F.C. el 25 de febrero de 2010. Anotó dos goles en su debut el 10 de abril de 2010, en un partido contra el A.C. San Luis. Barbara actualmente tiene el récord de más goles anotados en el Carolina RailHawks F.C. en una sola temporada durante dos años consecutivos, anotando ocho goles en la campaña de 2010, y rompiendo su propio récord con nueve goles en los primeros siete partidos de la temporada 2011. En octubre de 2011, Etienne Barbara ganó el Balón de Oro de la North American Soccer League, el premio al jugador más valioso de la liga.. En su segunda temporada, anotó 20 goles y ocho asistencias para ganar el Botín de Oro de la North American Soccer League. 

### Internacional
Hizo su debut internacional con la Selección de fútbol de Malta en un partido por la Clasificación para la Eurocopa 2004. Marcó sus dos primeros goles en el Torneo Internacional de Malta, ante la Selección de fútbol de Estonia
Barbara anotó su tercer gol internacional en un partido por la Clasificación de UEFA para la Copa Mundial de Fútbol de 2006 contra la Selección de fútbol de Bulgaria.

#### Goles internacionales
| # | Fecha      | Lugar                                  | Rival    | Gol | Resultado | Competición                                          |
| - | ---------- | -------------------------------------- | -------- | --- | --------- | ---------------------------------------------------- |
| 1 | 16-02-2004 | Estadio Nacional de Ta' Qali, Ta' Qali | Estonia  | 1-0 | 5-2       | Torneo Internacional de Malta                        |
| 2 | 16-02-2004 | Estadio Nacional de Ta' Qali, Ta' Qali | Estonia  | 4-2 | 5-2       | Torneo Internacional de Malta                        |
| 3 | 12-10-2005 | Estadio Nacional de Ta' Qali, Ta' Qali | Bulgaria | 1-1 | 1-1       | Clasificación para la Copa Mundial de Fútbol de 2006 |

## Clubes
| Club                                       | País           | Temporadas  |
| ------------------------------------------ | -------------- | ----------- |
| Floriana F.C.                              | Malta          | 1999 - 2003 |
| Marsaxlokk F.C.                            | Malta          | 2003 - 2005 |
| Birkirkara F.C.                            | Malta          | 2005 - 2007 |
| Sliema Wanderers F.C.                      | Malta          | 2007 - 2008 |
| S.C. Verl                                  | Alemania       | 2008 - 2009 |
| Hibernians F.C.                            | Malta          | 2009 - 2010 |
| Carolina RailHawks F.C.                    | Estados Unidos | 2010 - 2011 |
| Sliema Wanderers F.C. (cedido)             | Malta          | 2011        |
| Vancouver Whitecaps S.C.                   | Canadá         | 2012        |
| Vancouver Whitecaps S.C. Sub-23 (Relegado) | Canadá         | 2012        |
| Minnesota United F.C.                      | Estados Unidos | 2013        |
| Tampa Bay Rowdies S.C.                     | Estados Unidos | 2013        |
| Albion S.C.                                | Estados Unidos | 2013 - 2014 |